# Olvan
Olvan település Spanyolországban, Barcelona tartományban. Lakosainak száma 913 fő (2024).

## Földrajza
Olvan Cercs, La Quar, Sagàs, Puig-reig, Gironella, Avià, Berga és Casserres községekkel határos.

## Népesség
A település lakosságának változását az alábbi diagram mutatja:
| Lakosok száma | 328  | 658  | 1424 | 1543 | 1079 | 895  | 903  | 876  | 854  | 913  |
|               | 1717 | 1887 | 1936 | 1960 | 1986 | 2004 | 2009 | 2014 | 2019 | 2024 |